# Udo van Kampen

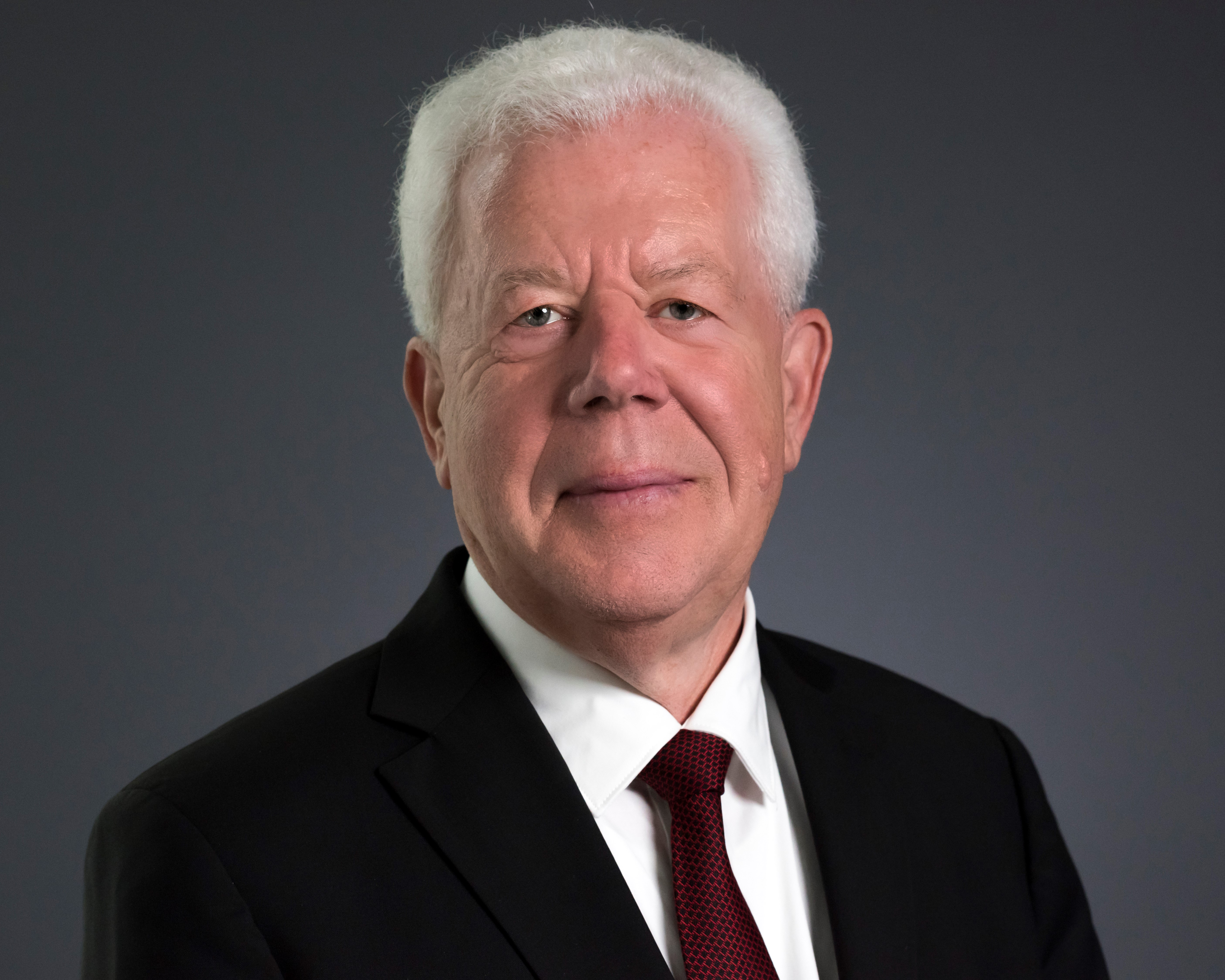
Udo van Kampen (2018)

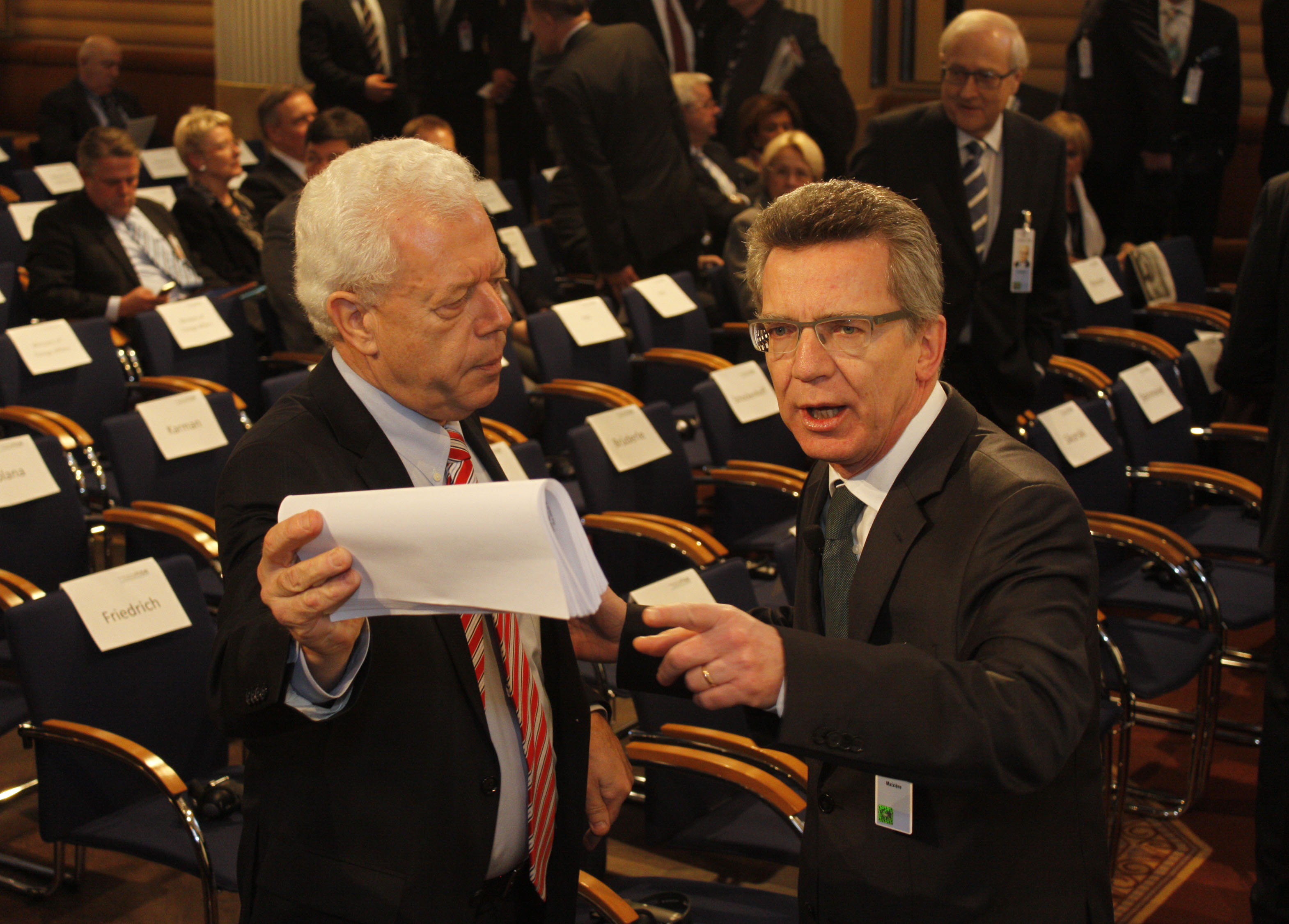
Udo van Kampen mit Thomas de Maizière auf der 48. Münchner Sicherheitskonferenz 2012

Udo van Kampen (* 4. April 1949 in Bad Kreuznach, Rheinland-Pfalz) ist ein deutscher Journalist. Er wurde vor allem als Wirtschaftsjournalist bekannt.

## Lebenslauf
Nach dem Abitur am Gustav-Stresemann-Wirtschaftsgymnasium in Mainz studierte van Kampen Volkswirtschaft und Wirtschaftspädagogik an der Johannes Gutenberg-Universität Mainz. 1976 startete er seine Laufbahn als Wirtschaftsredakteur beim ZDF in Mainz-Lerchenberg. Zuerst war er Mitglied der ZDF-Wirtschaftsredaktion Bilanz, später begründete er das Wirtschaftsmagazin WISO mit.
1987 wurde van Kampen Korrespondent im ZDF-Studio Brüssel, das er von 1992 bis 1995 leitete. Anschließend leitete er acht Jahre lang das Studio in New York und berichtete von dort unter anderem live über die Terroranschläge am 11. September 2001. Im Mai 2003 kehrte er wieder nach Brüssel zurück und übernahm bis Dezember 2014 erneut die Leitung des ZDF-Studios dort. Dieses ist insbesondere für die Berichterstattung über die Institutionen der EU und NATO sowie das aktuelle Geschehen in den Benelux-Staaten zuständig.
Am 1. Januar 2015 trat van Kampen in den Ruhestand. Daraufhin wechselte er als Associate Partner zur internationalen Unternehmensberatung Kekst CNC. Zwischenzeitlich war er als „Senior Fellow to the Board“ auch für die Bertelsmann Stiftung tätig.
Van Kampen war früher Schlagzeuger der Musikgruppe Moodies.

## Kontroversen
Aufmerksamkeit erlangte van Kampen, als er am 17. Juli 2014 während einer Pressekonferenz ein Geburtstagslied für die Bundeskanzlerin Angela Merkel sang. Medien kritisierten ihn dafür, da er als Journalist die kritische Distanz zu den Mächtigen nicht gewahrt habe.

## Ehrungen
- 2002: Georg-Scheu-Plakette der Stadt Alzey
- 2005: Medaille für besondere Verdienste um Bayern in einem Vereinten Europa
- 2017: Bundesverdienstkreuz 1. Klasse